# Cratoxylum cochinchinense
Cratoxylum cochinchinense är en johannesörtsväxtart som först beskrevs av João de Loureiro, och fick sitt nu gällande namn av Carl Ludwig von Blume. Cratoxylum cochinchinense ingår i släktet Cratoxylum och familjen johannesörtsväxter. Inga underarter finns listade i Catalogue of Life.